# Reformierte Kirche Stugl

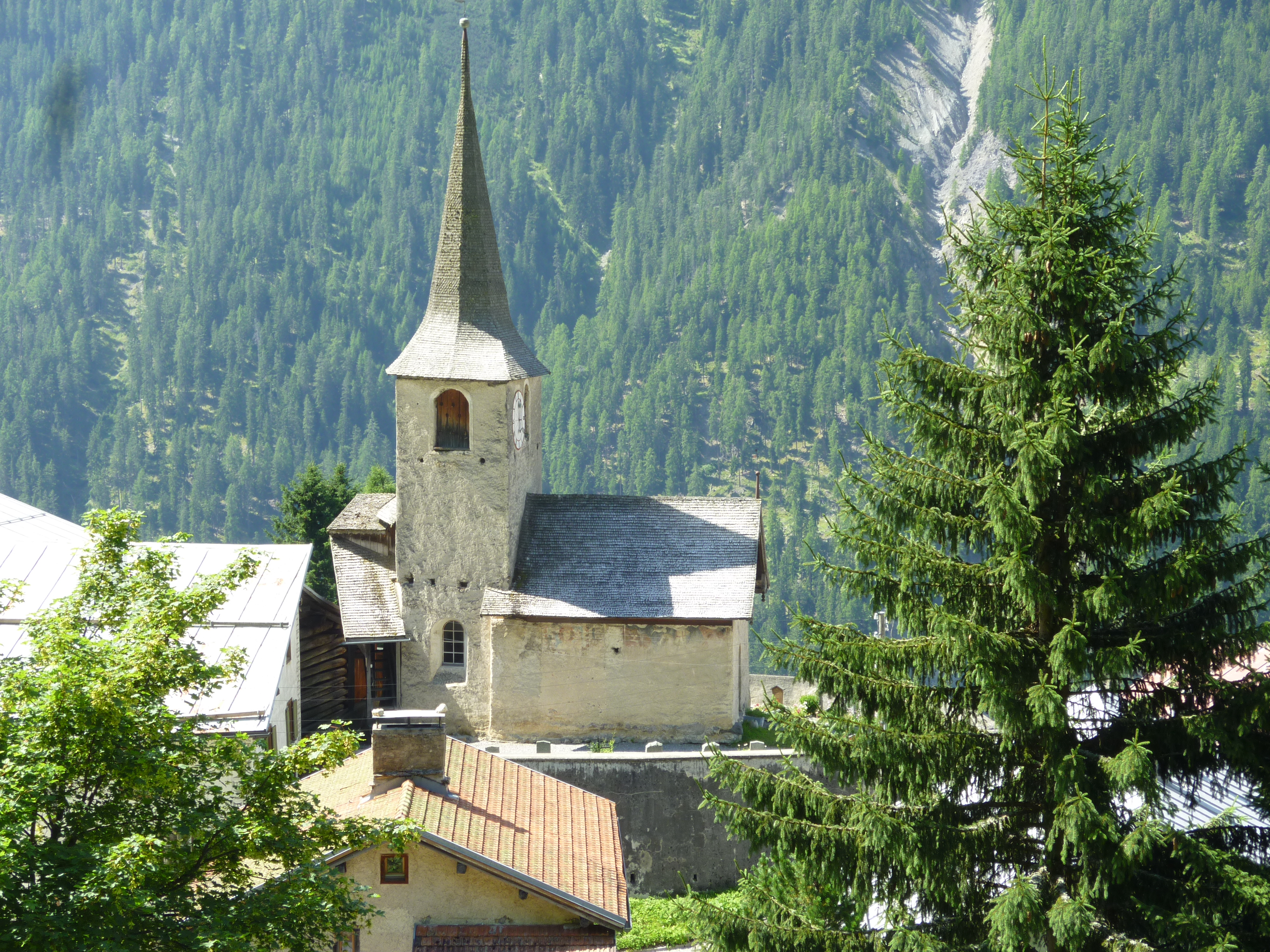
Reformierte Kirche Stugl

Die reformierte Kirche in Stugl in Graubünden ist ein evangelisch-reformiertes Gotteshaus unter kantonalem Denkmalschutz. Sie steht zusammen mit einem von einer Mauer umgebenen fast kreisrunden Friedhof dorfbildprägend mitten in der Siedlung.

## Geschichte
1270 ist urkundlich Besitz des Churer Domkapitels in Stugl bezeugt. Die heutige Kirche unter dem Patrozinium von Johannes wird 1523 bezeugt.
Stugl nahm 1590 die Reformation an und löste sich in dessen Folge 1620 von der Mutterkirche in Bergün/Bravuogn und 1689 auch vom benachbarten Latsch.

## Bau

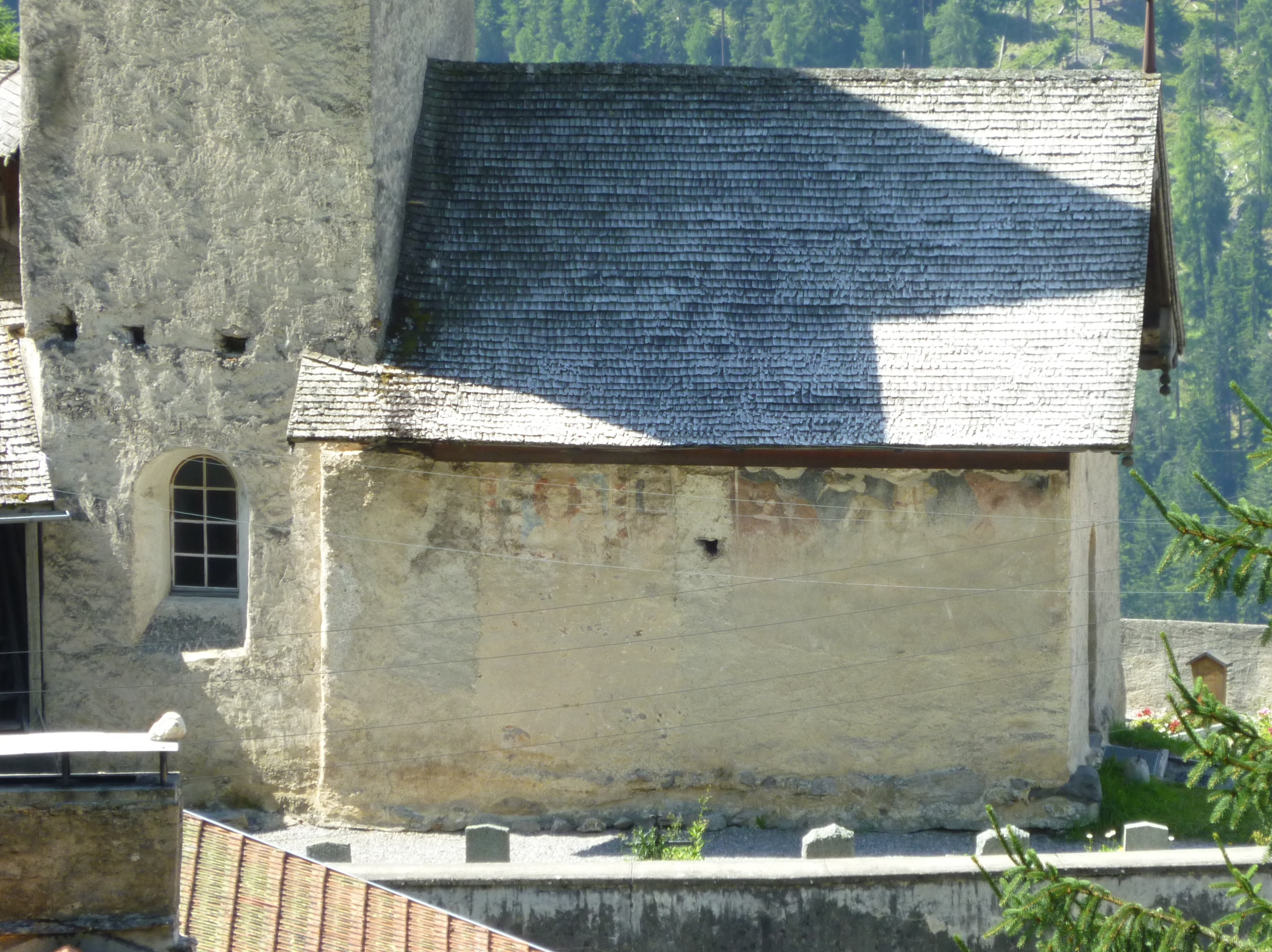
Nördliche Aussenwand

Der geostete, knapp 10 Meter lange Bau bildet ein Breitrechteck, das mit einem tief ansetzenden Tonnengewölbe überdeckt ist. Daran schliesst sich der nach Osten hin verjüngende Chor mit Apsis an. Sie ist mit einem Kreuzgewölbe überdeckt, darüber erhebt sich der Turm aus dem Anfang des 17. Jahrhunderts. Auffallend am Turm, der von einem unten abgeflachten Spitzhelm gedeckt wird, ist der asymmetrische Anbau neben dem Glockenfenster.
An der nördlichen Aussenwand finden sich Reste von Malereien aus zwei verschiedenen Zeiten. Von der unteren Schicht auf der linken Seite stammt die frühgotische Darstellung eines Christophorus und des früheren Kirchenpatrons Johannes dem Täufer aus der Zeit um 1300. In einer oberen Schicht war rechts St. Georgs Kampf mit dem Drachen abgebildet. Diese Darstellung stammt vom selben Künstler, der das Innere der Kirche ausmalte.
Eine schalldeckellose Kanzel ist dem Chor linksseitig vorangestellt. In dessen Mitte steht ein Tauftisch, auf dem nach reformiertem Bündner Brauch auch das Abendmahl gefeiert wird.

## Bilder
Bei einer Gesamtrenovation im Sommer 1956 unter der Leitung des Architekten W. Gattiker wurden von Bonifaz Engler bisher überdeckte Wandgemälde eines unbekannten Malers freigelegt, die in drei Bahnen das ganze Kircheninnere bedecken. Die Fresken stammen von einem italienischen Meister aus der Schule von Giotto di Bondone und entstanden vermutlich um 1360/70.
|  |  |  |

Die mittlere Bahn wird beherrscht von einer mächtigen Darstellung Christi in der Mandorla vor dem Chorbogen. Ungewöhnlich daran ist, dass Christus hier im Schiff abgebildet ist und nicht wie sonst üblich im Chor. Denkbar ist, dass die Kirche zum Zeitpunkt der Bemalung noch einräumig war.
Darum herum finden sich die vier Evangelisten als Zwitter aus geflügelten Wesen und den Köpfen ihrer Symbole. Im westlichen Teil sind in frontaler Haltung die vier Kirchenväter hinter Schreibpulten dargestellt.
Seitlich sind neben Darstellungen der Bestattung von Mariä, der Taufe Christi und dem Abendmahl Szenen aus der Passion Christi abgebildet. Die Darstellung des gekrönten Paares an der linken Südwand griff ursprünglich auf die Chorbogenwand über. Den unteren Abschluss der Bilderbahnen bilden waagrechte Streifen aus geometrischen Mustern.

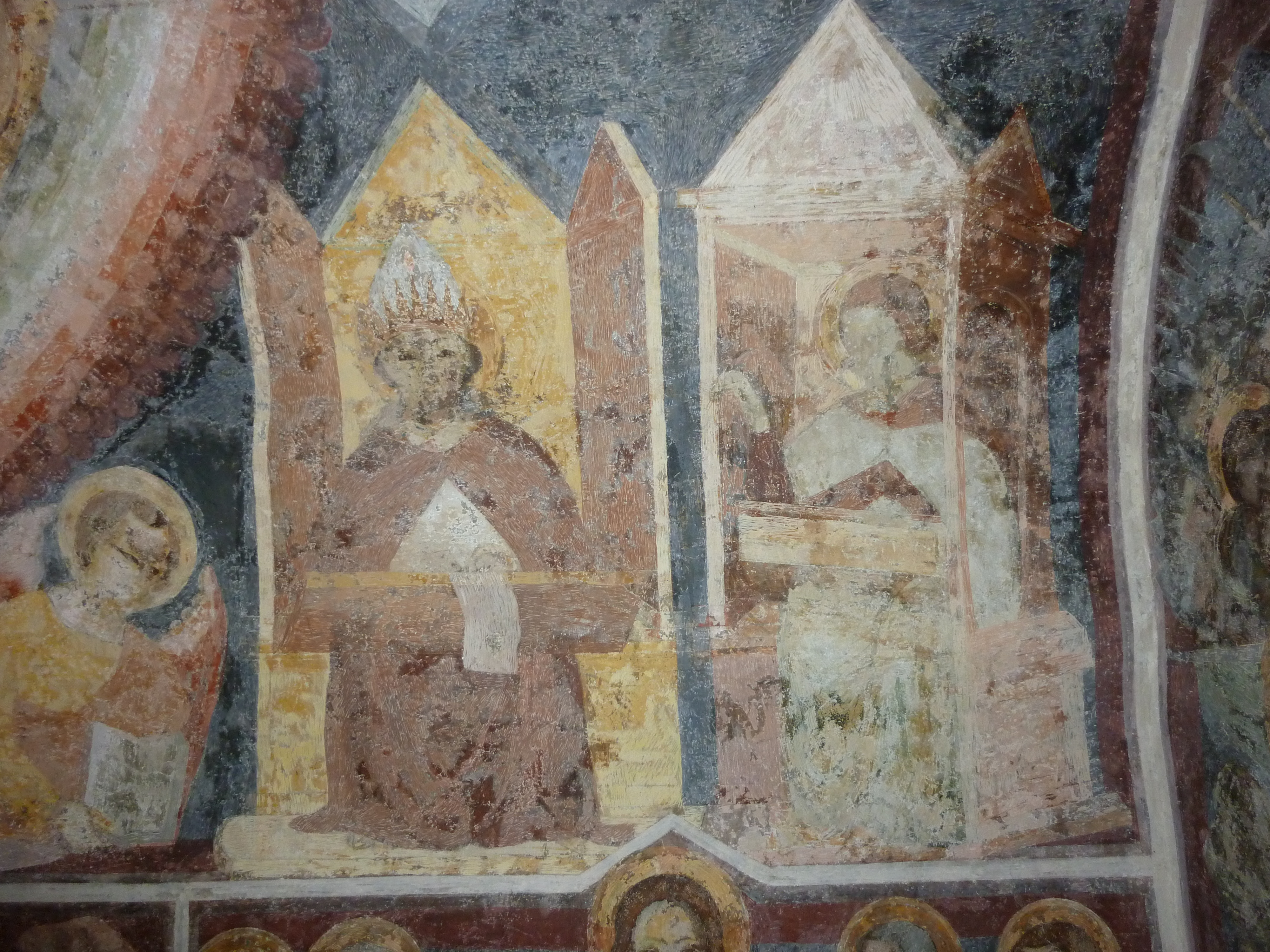
Kirchenväter
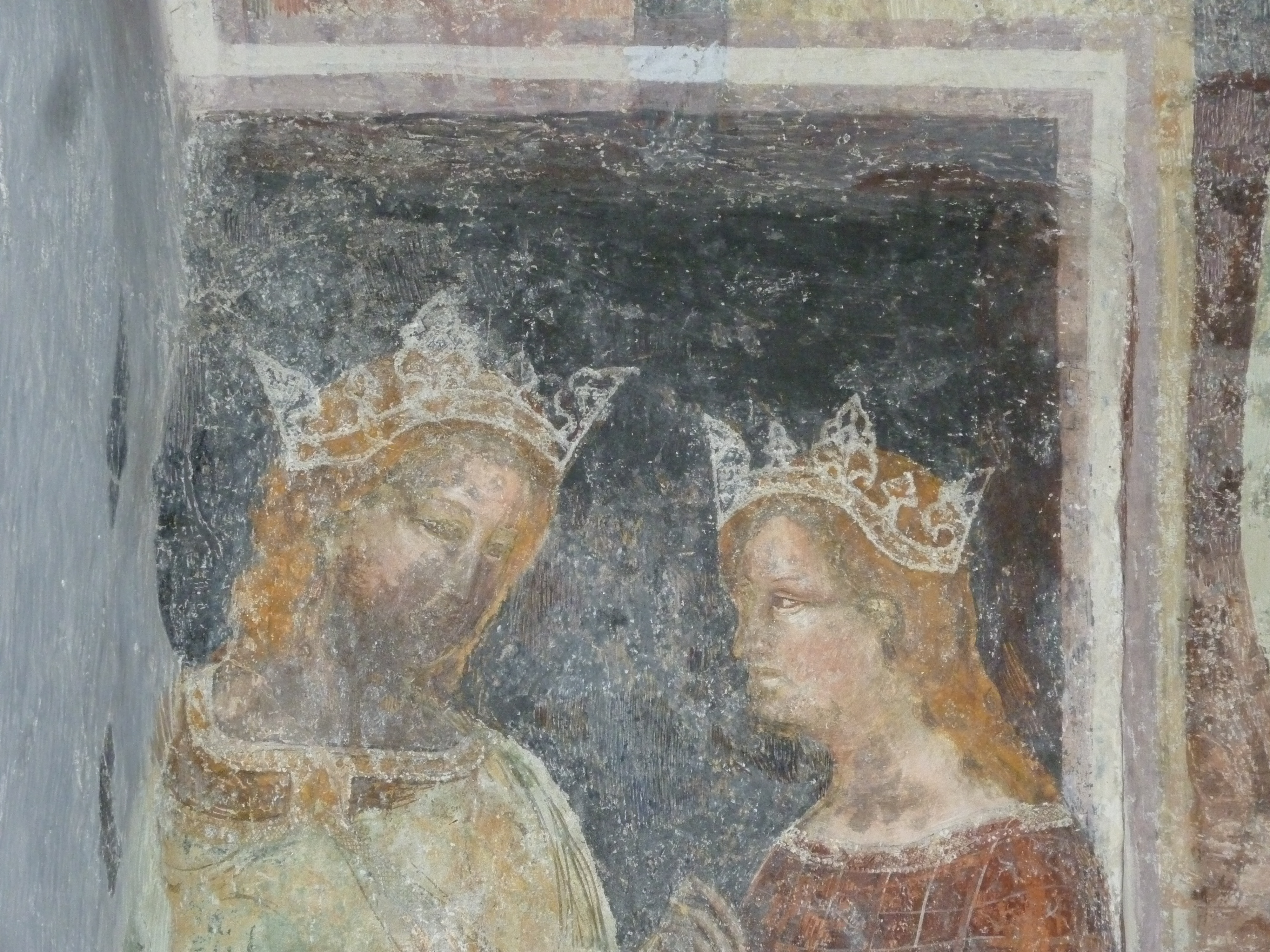
Gekröntes Paar
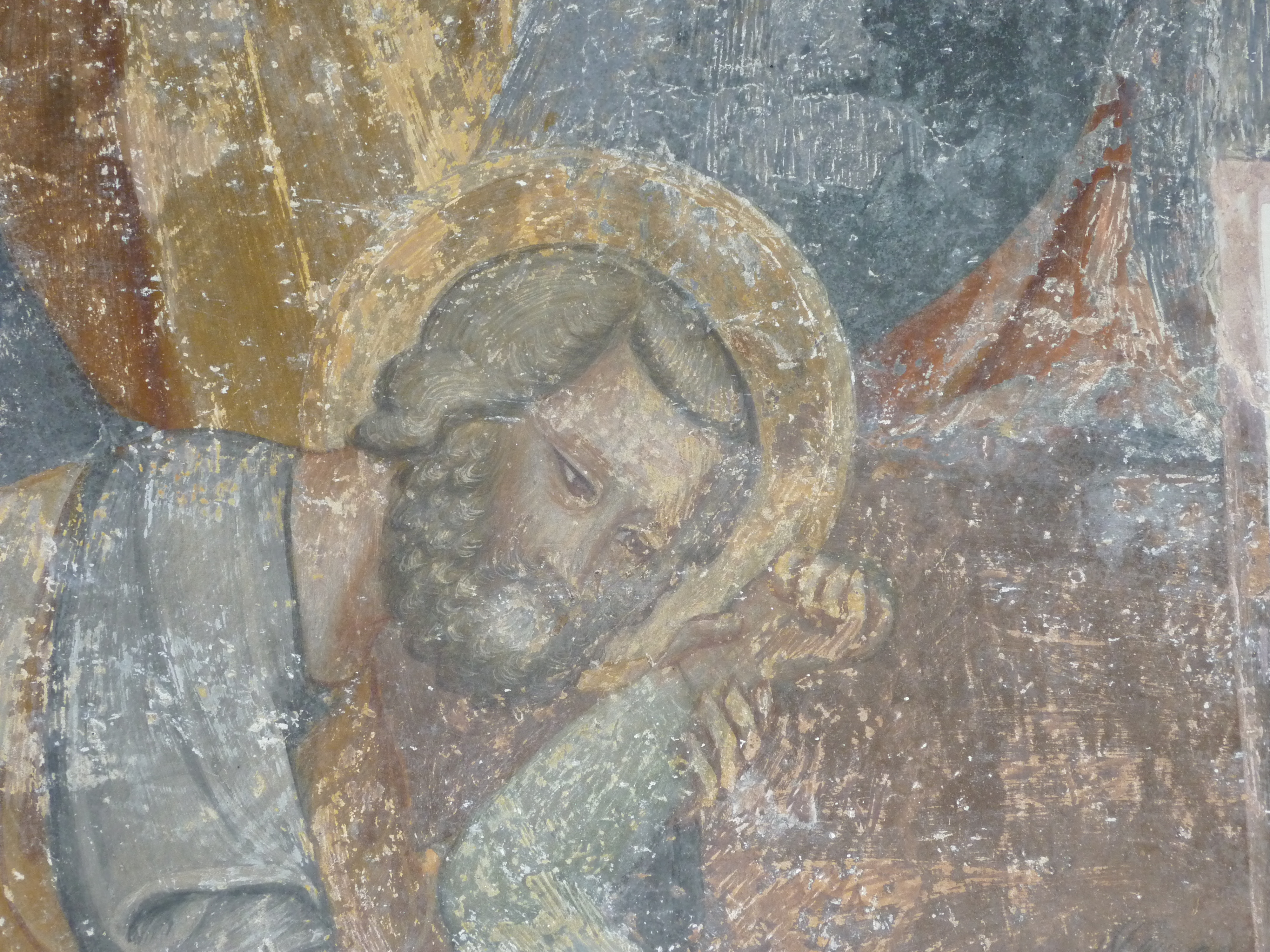
Christus
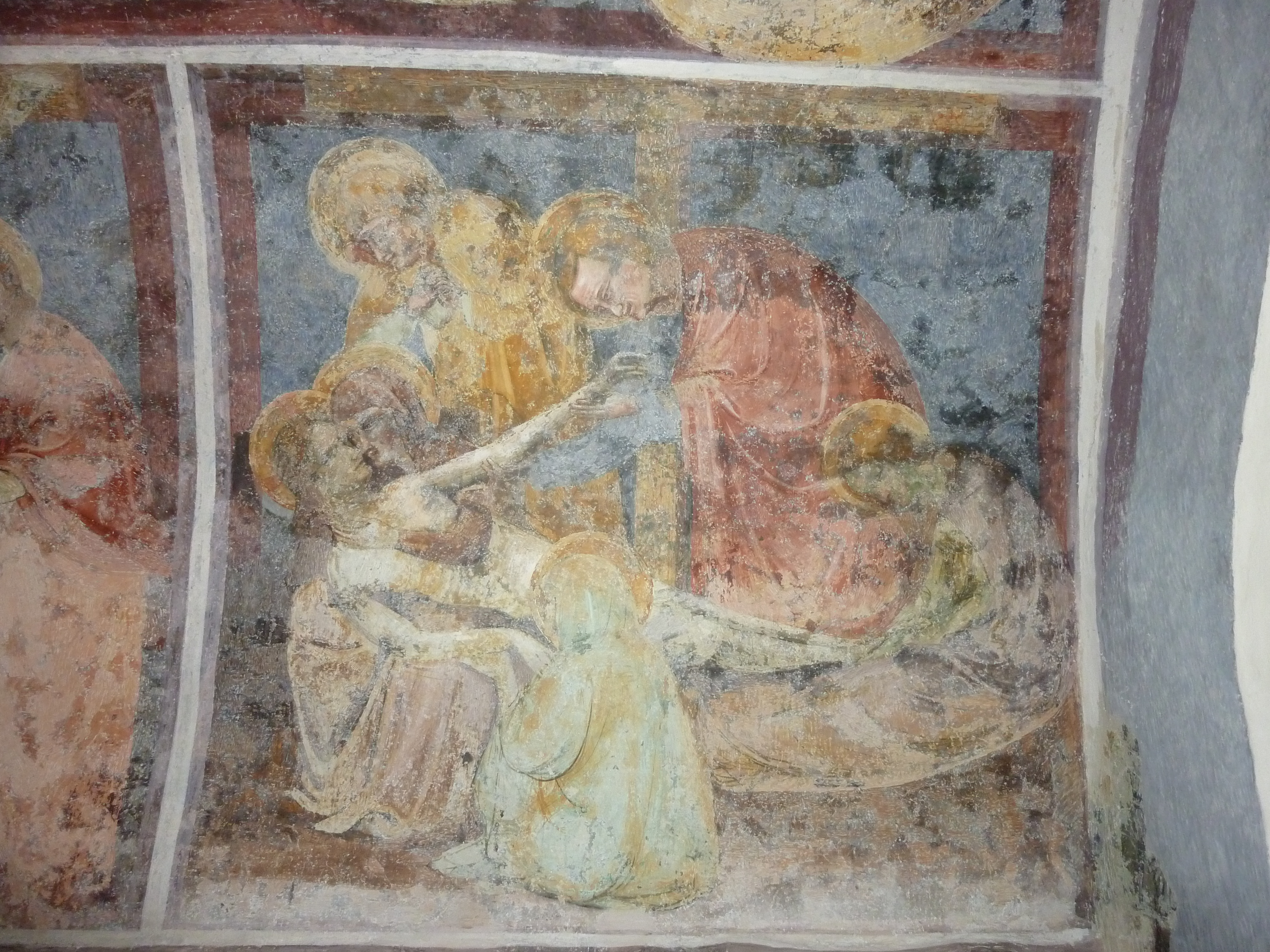
Beweinung Christi

### Evangelisten

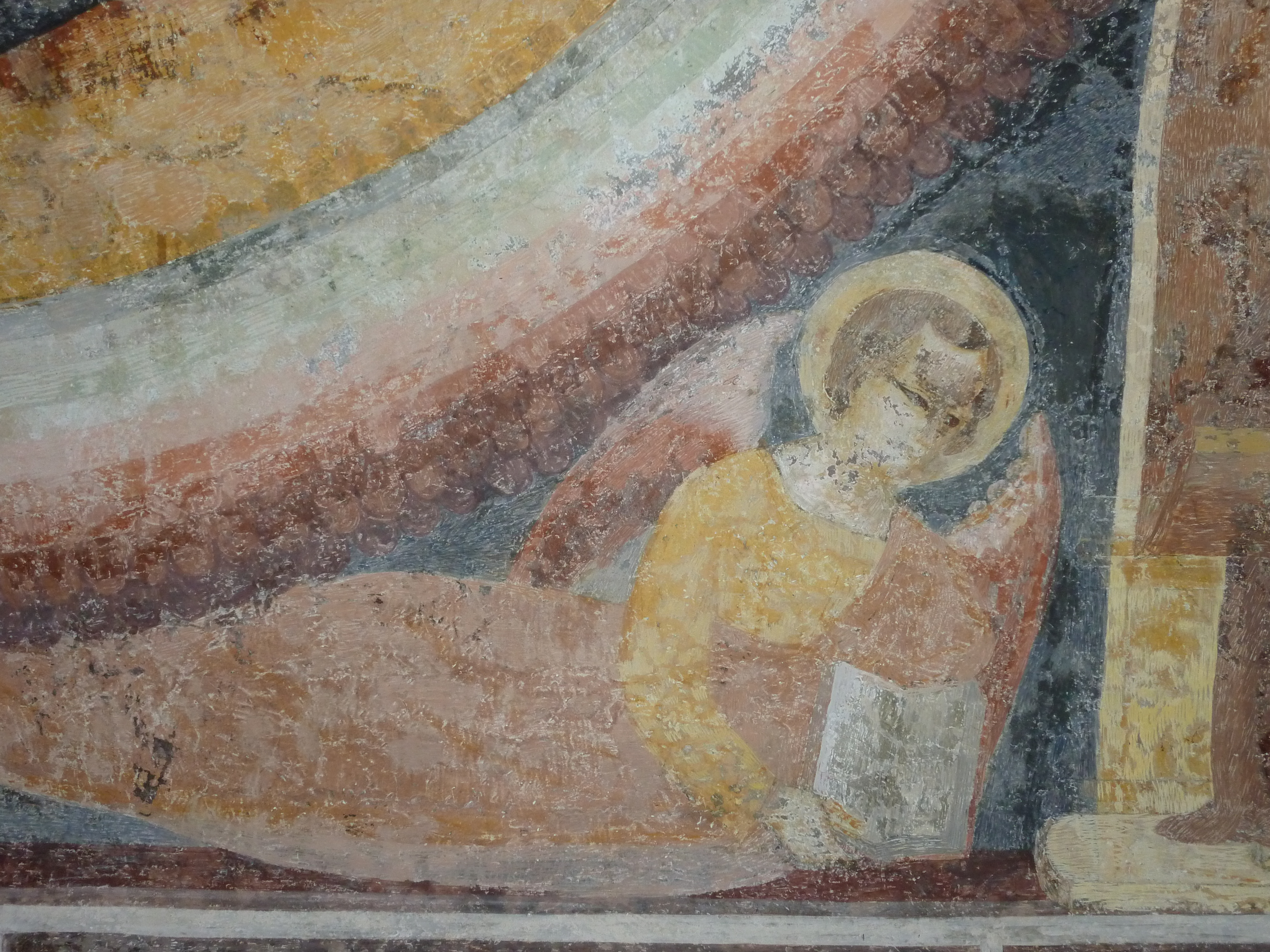
Matthäus
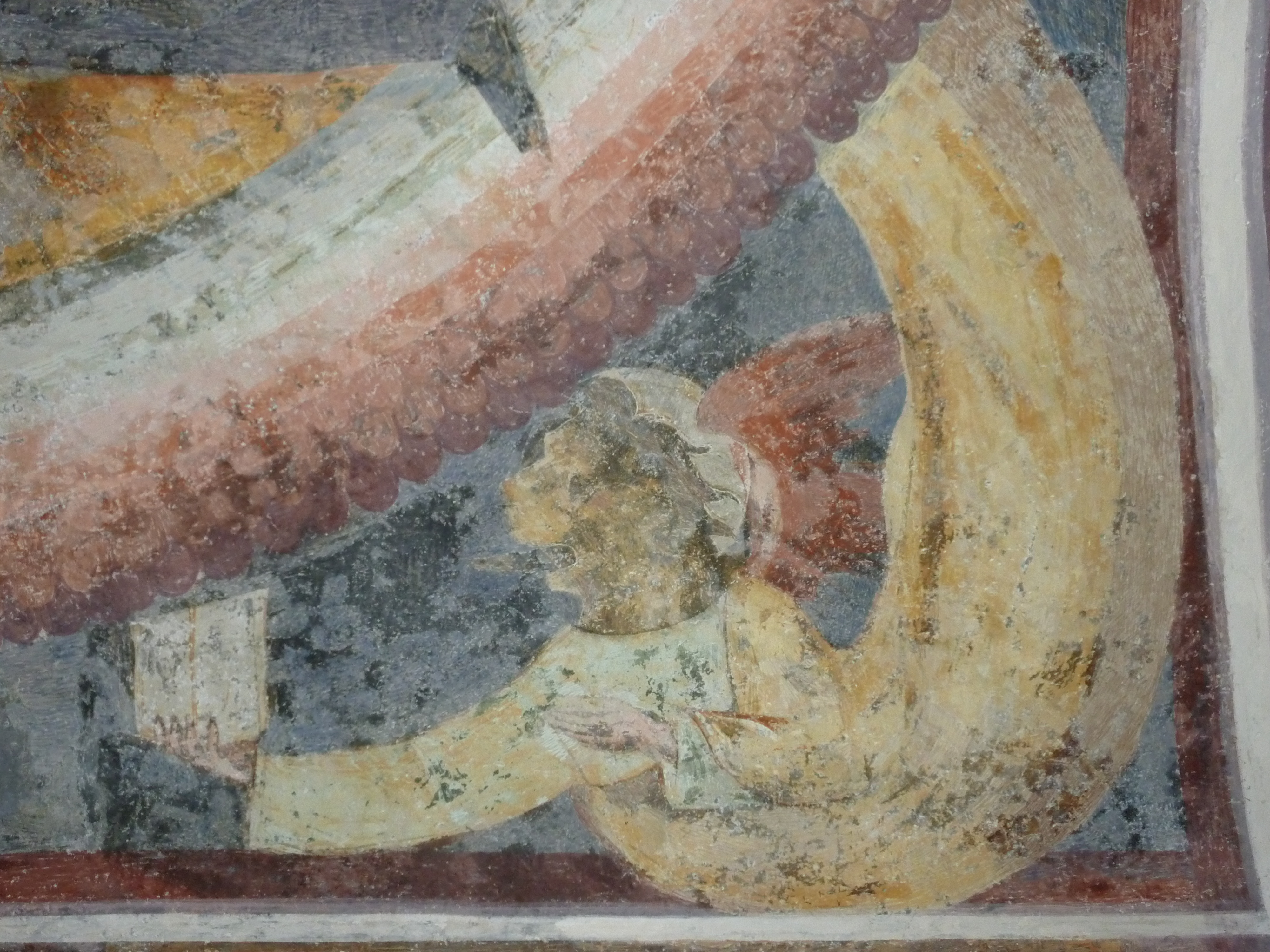
Markus
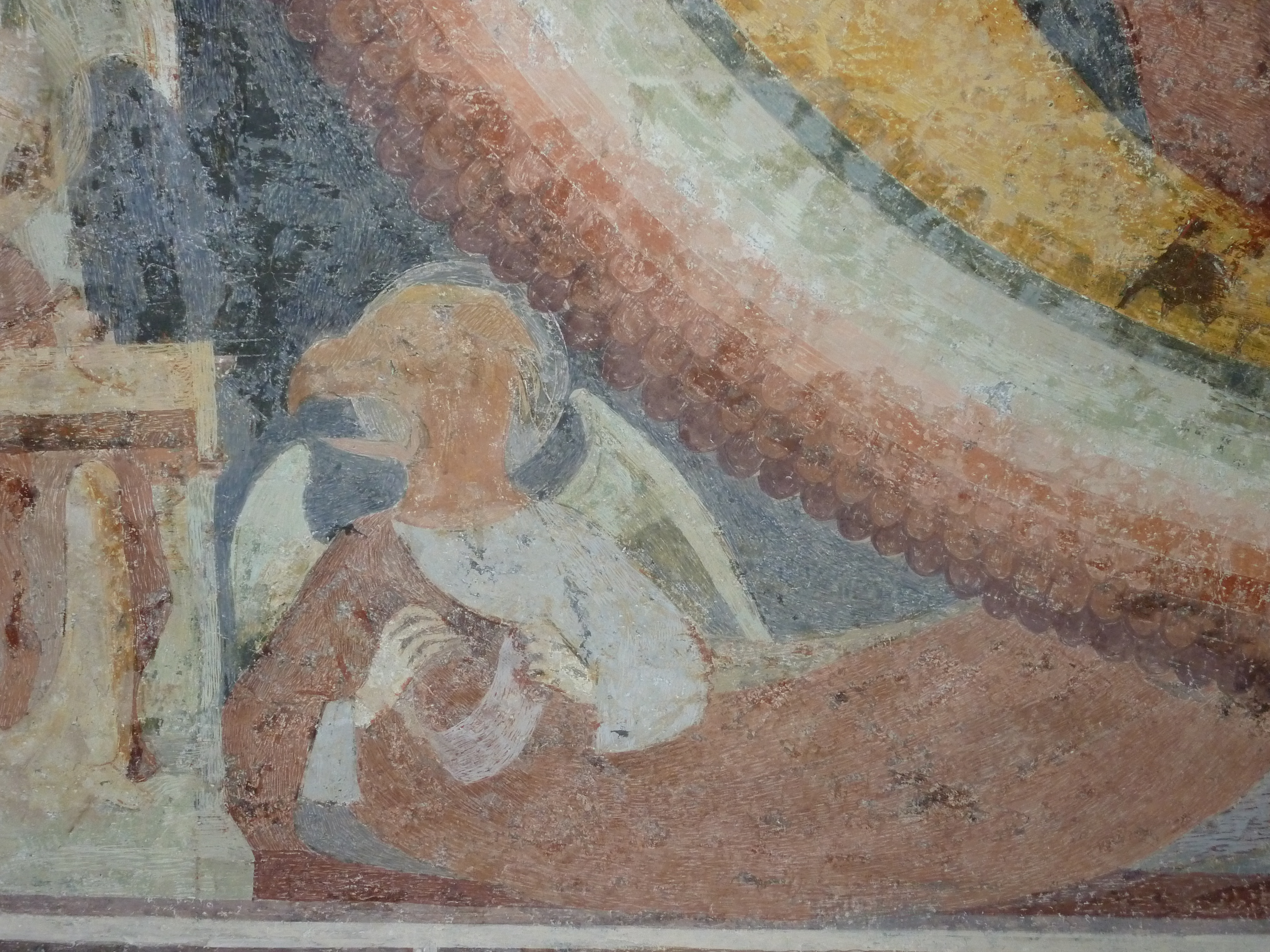
Lukas
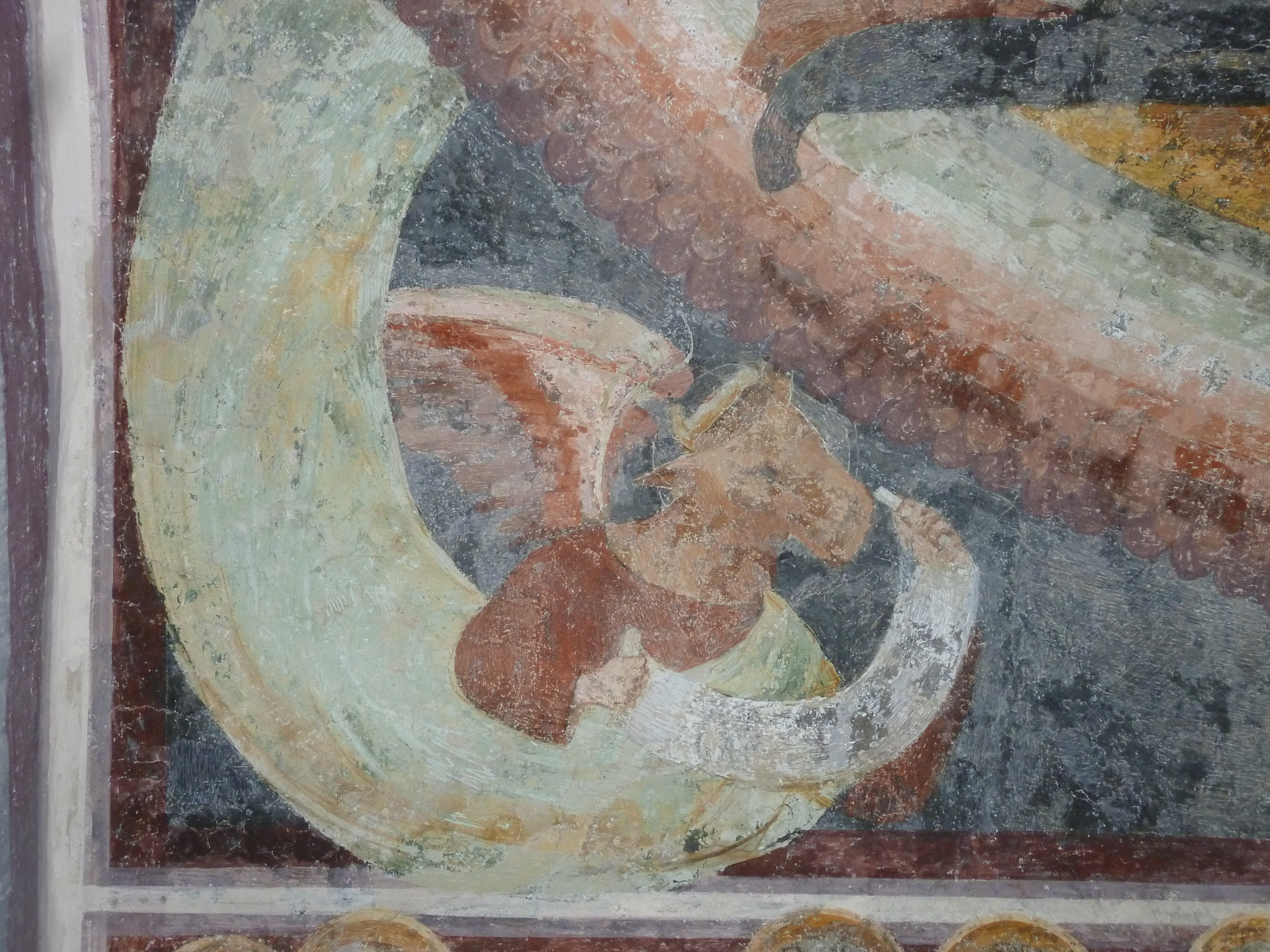
Johannes

## Kirchliche Organisation
Die Evangelisch-reformierte Landeskirche Graubünden führt Stugl als Teil der Kirchgemeinde Val d’Alvra.